# Laissez Faire Books

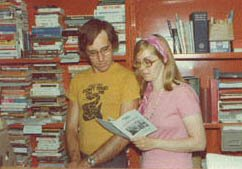
Laissez Faire Books

Laissez Faire Books (LFB) es una librería de origen liberal libertaria y anarcocapitalista. Opera en línea y su sede original está en la ciudad de Nueva York. Los materiales que vende son de temáticas antiestatista e individualista que recorren la gama desde el pensamiento político antiautoritario en general hasta el pensamiento económico laissez-faire en particular que le da su nombre; hay libros, CD y DVD, la librería ha sido en el pasado una división una corporación no lucrativa llamada el Centro de Pensamiento Independiente. En 2007 la propiedad de la librería fue transferida a la Sociedad Internacional para la Libertad Individual (ISIL), que ha rehabilidado LFB, aunque solo de manera digital.

## Línea editorial
Las selecciones de Laissez Faire Books cubren toda la gama de interés y pensamiento liberal de escritores como John Stuart Mill a pensadores contemporáneos, tales como el economista Milton Friedman y psicólogos antisistema como Thomas Szasz, también incluyó material sobre anarquismo de mercado y el socialismo libertario. Muchos movimientos (diversos y opuestos) dentro de la línea de libertad individual y el librepensamiento están representados, desde cristianos hasta ateos.

## Historia
LFB fue fundada en la ciudad de Nueva York en 1972 por John Muller y Sharon Presley. Muller, un ingeniero civil que querían hacer un compromiso personal con lo que él llamó "la libertad viviente", fue el iniciador de la idea de Laissez Faire Books. Muller encontró el lugar para la Librería y Galería de Arte Laissez Faire en una pequeña tienda de Mercer Street, en Greenwich Village, Nueva York, a finales de 1971. Junto con Presley, una feminista anarcoindividualista (ifeminista), y estudiante graduada en psicología en el CUNY Graduate Center, Muller envió su primer volante para unas mil personas, los nombres que habían recopilado de sus contactos en todo el país. Durante mediados de los años setenta, la librería se convirtió en un centro de debate libertariano, en Nueva York.
La inauguración oficial fue el 4 de marzo de 1972 con la asistencia de numerosos escritores y pensadores libertarianos locales, entre ellos los anarcocapitalistas Murray Rothbard, Roy A. Childs Jr., y Jerome Tuccille. En "Radicales por el capitalismo: Una historia del movimiento libertario", Brian Doherty escribe "La tienda se convirtió en un importante centro social para el movimiento en la ciudad más grande de América, un lugar en que cualquier viajero libertario parara por compañía y socorro ..."
En los primeros años, muchos eventos fueron patrocinados por LFB, incluyendo películas con temas libertarios, conversaciones con luminarias como el psiquiatra antisistema Peter Breggin y la periodista de TV Edith Efron, así como reuniones sociales. Eventos que incluyen no sólo firmas de libros (por ejemplo, Rothbard y Tuccille), sino también entretenimiento con un ángulo libertario, incluyendo proyecciones de la serie de culto de televisión, proindividuo y antiautoritaria, "El prisionero".

## Orientación cultural
Su ubicación en Greenwich Village, conocido por ser un vecindario alternativo, atraía también a partidarios de las libertades civiles que no eran libertarios. Ellos pueden no haber comprado libros, pero Bob Dylan, Jerry Rubin, Alger Hiss y Bella Abzug han pasado por sus puertas. Hiss comentó a un amigo, "Es una librería anarquista limpia". Muller y Presley, que se esforzaron por hacer atractiva la librería, así como útiles, se divierten por este irónico comentario. Dylan preguntó si el almacén tenía poesía haiku. Presley, señalando que se trataba de una librería libertaria y anarquista, le dirigió a él una copia del cancionero del sindicato proanarquista IWW (Industrial Workers of the World).
De 1972 a 1977, Presley editó Laissez Faire Review, una combinación de revista catálogo de libros y reseña de libros. Los libros que corrían desde la gama de libertarios y de antiautoritarios desde el pensamiento de la economía laissez-faire (por ejemplo, Murray Rothbard, Ludwig von Mises) y de filosofía política (por ejemplo, "Hacia una nueva libertad" de Rothbard, "Nuestro enemigo el Estado" por Albert Jay Nock, "En cuanto a la mujer" por Suzanne La Follette) a través de la filosofía anarquista, incluidos libros de Emma Goldman, Alexander Berkman, Piotr Kropotkin, Albert Camus, así como anarcoindividualistas estadounidenses como Lysander Spooner y Karl Hess; ciencia ficción libertaria/libertarian (por ejemplo, "La Gran Explosión" por Eric Frank Russell y "La Luna es una cruel amante" de Robert A. Heinlein) y psicología antiautoriataria (por ejemplo, "La obediencia a la autoridad" por Stanley Milgram).

## Editores y cambios posteriores
Los empleados de LFB que pasaron a hacer sus propias carreras incluidos Roy A. Childs Jr. Presley pasó a recibir su Ph.D. en psicología social y en la actualidad enseña en la Universidad Estatal de California, East Bay. Muller regresó a la vida como ingeniero civil. Muller vendió a la librería Millen Andrea Rico en 1982. Ella sirvió como presidenta de Laissez Faire Books y su organización matriz, el Centro de Pensamiento Independiente, durante 23 años, desde 1982 hasta su jubilación en enero de 2005. La presidenta de LFB de 2005 a 2007 fue Kathleen Nelson, quien mantuvo abierta la librería por estos años.
Roy A. Childs Jr. fue durante mucho tiempo el director editorial de la LFB, hasta su muerte en 1992. El autor e historiador Jim Powell sirvió como LFB editor de 1992-2004. David M. Brown se desempeñó como editor de 2004-2006 y continúa como editor del popular LFB Blog. Ben Richman es el último editor de LFB.
Desde 2004 establecieron el Premio Lysander Spooner, a la literatura promotora de libertad, por 1.500 dólares americanos, entregado anualmente. Desde 2007, en que LFB cerró físicamente, todos los materiales literarios de esta pasaron a la Sociedad Internacional para la Libertad Individual (ISIL) quien ha activado operaciones de suscripción y ventas por Internet.

## Fox & Wilkes Books
Antes de ser tomado por ISIL, LFB tiene su propio brazo de la publicación de libros: Fox & Wilkes Books, el nombre viene de dos libertarianos británicos, Charles James Fox y John Wilkes. Fox & Wilkes han publicado más de una veintena de obras clásicas en libros de bolsillo a través de los años, junto con unos pocos hardbacks.
Desde ISIL se planea el restablecimiento de su Cobden Press para publicar y para la reimpresión de obras libertarianas, por lo que Fox & Wilkes Books probablemente desparezca.

## Citas de sus fundadores
"En los primeros años 70, exploré el movimiento libertario y fui sumergido en las ideas radicales de la época. Ideas de autoliberación, instituciones alternativas y un estilo de vida fueron liberados en gran medida de mi mente. Libertad no es algo que se obtiene de la sociedad o el gobierno, la libertad es algo que ha de garantizar uno por sí mismo. Me sentí obligado a tomar cierta responsabilidad por la situación del mundo y de lo que yo podría hacer para cambiarlo. [...] Uno de los problemas que he luchado durante mucho tiempo fue de cómo se debe llamar a la tienda. Eludí la palabra "libertario", ya que parece implicar un dogma de algún tipo, pero yo quería algo que indicaría la verdadera naturaleza de nuestras creencias. [...] Para mí, la simple frase "Vivir y dejar vivir" ha sido siempre un hermoso resumen de esas creencias, y es por ello que se establecieó Laissez Faire como el nombre de la tienda." John Muller
"Nos hemos visto a nosotros mismos como parte de lo que Albert Jay Nock llamado "El remanente" una pequeña minoría que entiende la naturaleza del Estado y que fue abandonada cuando la actual locura se volvió impracticable. Albert Camus dijo una vez en "Ni víctimas ni verdugos" que se le apuesta a que la pluma es más poderosa que la espada. Nos hemos colocado en esta apuesta también." Sharon Presley